# Coupe Camel 1991
Navigation
Édition précédente
La Coupe Camel est la 2e édition de ce tournoi qui fut remporté par l'équipe mexicaine du CF Monterrey.

## Demi-finale
| 23 avril 1991 | CD Deportivo Luis Angel Firpo | 0 - 0 (5-3 pen) | Chivas de Guadalajara | Los Angeles Memorial Coliseum, Los Angeles |  |
|               |                               |                 |                       |                                            |  |

| 23 avril 1991 | CF Monterrey | 2 - 1 | CR Vasco da Gama | Los Angeles Memorial Coliseum, Los Angeles |  |
|               |              |       |                  |                                            |  |

## 3eplace
| 25 avril 1991 | CR Vasco da Gama | 1 - 0 | Chivas de Guadalajara | Los Angeles Memorial Coliseum, Los Angeles |  |
|               |                  |       |                       |                                            |  |

## Finale
| 25 avril 1991 | CF Monterrey | 0 - 0 (5-3 pen) | CD Deportivo Luis Angel Firpo | Los Angeles Memorial Coliseum, Los Angeles |
|               |              |                 |                               | Spectateurs : 27 374                       |

## Classement final
- 1 -  CF Monterrey
- 2 -  CD Deportivo Luis Angel Firpo
- 3 -  CR Vasco da Gama
- 4 -  Chivas de Guadalajara